# Raidingbach
Der Raidingbach oder auch die Raiding (kroat. Rainof, ung. Doborján-patak) ist ein rund 25 km langer Bachlauf im mittleren Burgenland. Der aus dem Ödenburger Gebirge (Brentenriegel, 606 m) abfließende Bach wird im Oberlauf als Selitzabach bezeichnet. Dieser durchfließt zunächst die Gemeinde Lackenbach, eine der burgenländischen „Siebengemeinden“. Die Raiding durchfließt in weiterer Folge die Gemeinde Raiding.
Dieser Ort hat als Geburtsort des weltberühmten Komponisten Franz Liszt eine gewisse Bekanntheit erlangt; dies nicht zuletzt auch durch das seit dem Jahr 2006 alljährlich hier stattfindende Franz-Liszt Festival. Der Bach fließt direkt am Geburts- bzw. Konzerthaus vorbei.
Die Raiding mündet schließlich bei Strebersdorf (Gemeinde Lutzmannsburg) in den Stooberbach (auch Stoob bezeichnet). Am Raidingbach liegt auch die Gemeinde Großwarasdorf (Veliki Borištof), ein Siedlungszentrum einer von mehreren Sprachinseln der Burgenlandkroaten.
Etymologisch hängt Rednyk bzw. Rudnik (so die Bachbezeichnung im Mittelalter) mit dem altslawischen Wort „ruda“ – Erz, Metall zusammen, was auf Erzvorkommen in der Vergangenheit hindeutet.